# Tour de França de 1959
El Tour de França 1959 veurà la primera victòria d'un ciclista espanyol Federico Martín Bahamontes, el qual es vestirà de groc a Grenoble (17a etapa) i ja no el deixarà fins a París.
L'equip de França disposa d'un gran equip (Jacques Anquetil, Roger Rivière, Louison Bobet i Raphaël Géminiani com a grans figures), però no s'entenen i no treballen com a equip, cosa que permet l'èxit de Bahamontes.
Aquesta edició veurà la darrera participació de dos antics vencedors de la cursa, Louison Bobet i Jean Robic, els quals abandonaran abans d'arribar a París.
Entre les revelacions d'aquesta edició hi ha Henry Anglade, Robert Cazala i Michel Vermeulin.

## Resultats

### Classificació general
| Classificació General                 | Classificació General      | Classificació General | Classificació General |
| ------------------------------------- | -------------------------- | --------------------- | --------------------- |
| 1.                                    | Federico Martín Bahamontes | Espanya               | 123h46'45"            |
| 2.                                    | Henry Anglade              | França                | a 4'01"               |
| 3.                                    | Jacques Anquetil           | França                | a 5'05"               |
| 4.                                    | Roger Rivière              | França                | a 5'17"               |
| 5.                                    | François Mahé              | França                | a 8'22"               |
| 6.                                    | Ercole Baldini             | Itàlia                | a 10'18"              |
| 7.                                    | Jan Adriaenssens           | Bèlgica               | a 10'18"              |
| 8.                                    | Jos Hoevenaers             | Bèlgica               | a 11'02"              |
| 9.                                    | Gérard Saint               | França                | a 17'40"              |
| 10.                                   | Jean Brankart              | Bèlgica               | a 20'38"              |
| 120 participats, 65 acabaren la cursa |                            |                       |                       |

### Gran Premi de la Muntanya
| 1r | Federico Martín Bahamontes | 73 pts |
| 2n | Charly Gaul                | 68 pts |
| 3r | Gérard Saint               | 65 pts |

### Classificació de la Regularitat
| 1r | André Darrigade  | 613 pts |
| 2n | Gérard Saint     | 524 pts |
| 3r | Jacques Anquetil | 503 pts |

### Classificació per equips
| 1r | Bèlgica     | 372h 02' 13" |
| 2n | França      | +31' 25"     |
| 3r | Centre-Midi | +59' 01"     |

### Etapes
| Etapa | Recorregut                          | km       | Guanyador           | Líder               |
| 1a    | Mülhausen - Metz                    | 238      | André Darrigade     | André Darrigade     |
| 2a    | Metz - Namur                        | 240      | Vito Favero         | André Darrigade     |
| 3a    | Namur - Roubaix                     | 217      | Robert Cazala       | Robert Cazala       |
| 4a    | Roubaix - Rouen                     | 230      | Dino Bruni          | Robert Cazala       |
| 5a    | Rouen - Rennes                      | 286      | Jean Graczyk        | Robert Cazala       |
| 6a    | Blain - Nantes                      | 45 (CRI) | Roger Rivière       | Robert Cazala       |
| 7a    | Nantes - La Rochelle                | 190      | Roger Hassenforder  | Robert Cazala       |
| 8a    | La Rochelle - Bordeus               | 201      | Michel Dejouhannet  | Robert Cazala       |
| 9a    | Bordeus - Baiona                    | 207      | Marcel Queheille    | Eddy Pauwels        |
| 10a   | Baiona - Banhèras de Bigòrra        | 235      | Marcel Janssens     | Michel Vermeulin    |
| 11a   | Banhèras de Bigòrra - Saint-Gaudens | 119      | André Darrigade     | Michel Vermeulin    |
| 12a   | Saint-Gaudens - Albi                | 184      | Rolf Graf           | Michel Vermeulin    |
| 13a   | Albi - Aurillac                     | 219      | Henry Anglade       | Jos Hoevenaers      |
| 14a   | Aurillac - Clarmont d'Alvèrnia      | 231      | André Le Dissez     | Jos Hoevenaers      |
| 15a   | Puy de Dôme                         | 13 (CRI) | Federico Bahamontes | Jos Hoevenaers      |
| 16a   | Clarmont d'Alvèrnia - Saint-Étienne | 210      | Dino Bruni          | Eddy Pauwels        |
| 17a   | Saint-Étienne - Grenoble            | 197      | Charly Gaul         | Federico Bahamontes |
| 18a   | Le Lautaret - Saint-Vincent         | 243      | Ercole Baldini      | Federico Bahamontes |
| 19a   | Saint-Vincent - Annecy              | 251      | Rolf Graf           | Federico Bahamontes |
| 20a   | Annecy - Chalon-sur-Saône           | 202      | Brian Robinson      | Federico Bahamontes |
| 21a   | Seurre - Dijon                      | 69 (CRI) | Roger Rivière       | Federico Bahamontes |
| 22a   | Dijon - París                       | 331      | Joseph Groussard    | Federico Bahamontes |